# Регуларес
Регуларес (исп. Regulares), полное название Регулярные туземные силы (исп. Fuerzas Regulares Indígenas) — элитное подразделение сухопутных войск Испании, в настоящее время сосредоточенных на испанской стороне Средиземноморья вдоль побережья Марокко, на островах и в испанских владениях на севере Африки.

## История
Корпус Регуларес был создан в 1911 году по приказу генерала Дамасо Беренгуэра Фусте. Задачей этих отрядов лёгкой пехоты, члены которых были хорошо знакомы с условиями войны в северном Марокко, была борьба с берберскими отрядами во время Рифской войны. Солдаты в этот корпус рекрутировались из жителей Северного Марокко. Кроме Рифской войны, Регуларес принимали участие в подавлении восстания испанских горняков в Астурии в 1934 году, и самое активное — на стороне франкистов — во время Гражданской войны в Испании в 1936—1939 годах. Сам Франсиско Франко Баамонде служил с 1913 по 1920 год в отрядах регуларес.
После предоставления Марокко независимости в 1956 году состоявшие из 8 полков (Grupos) подразделения регуларес были в своей большей части расформированы: в настоящее время существуют только два полка. Набиравшиеся ранее в Марокко военнослужащие вербуются из жителей испанских эксклавов Сеута и Мелилья.
Регуларес в настоящее время часто принимают участие в миротворческих миссиях (в том числе ООН) в различных регионах мира. Они — наиболее отличаемая и заслуженная часть современной испанской армии.

## Организация
Регуларес традиционно подразделяются на полки (Grupos, букв. «группы») и батальоны (Tabores). Это:
- 52-й полк регуларес Мелильи (исп. Grupo de Regulares de Melilla nº 52), расположен в Мелилье, на острове Гомера, Альхусемасе и островах Шафаринас
  -  Табор Алусемас I (исп. Tabor Alhucemas I)
  - Табор Риф II (исп. Tabor Rif II)
- 54-й полк регуларес Сеуты (исп. Grupo de Regulares de Ceuta nº 54), расположен в Сеуте
  -  Моторизованный табор Тетуан II (исп. Tabor motorizado Tetuan II)
    - Противотанковый батальон

## Униформа
Регулярес носят форму цвета хаки с белым воротником-буркой (т. н. алькисель — alquicel), красной перевязью и красную феску на головах. Благодаря колоритной униформе в восточном стиле и их традиционному замедленному маршевому шагу (60 шагов в минуту) шествия регулярес являются украшением проводимых парадов и других торжеств.